# Champs d'Ialou
Pour les articles homonymes, voir Champs.

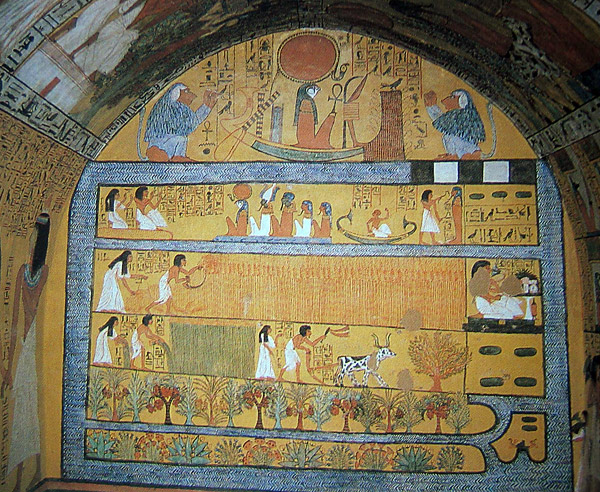
Senedjem et Iineferti dans le Champs des Roseaux, domaine d'Osiris. Tombe de Senedjem TT1. 19e dynastie, règne de Séthi Ier. Haute Égypte, Thèbes ouest, Deir-el-Médineh

Dans la mythologie égyptienne, les Champs d'Ialou ou Champs des Roseaux (en égyptien ancien Iarw- : 
| M17 | G1 | D21 | G43 | M2 | M2 | M2 |

| M17 | G1 | D21 | G43 | M2 | M2 | M2 |

 toutes les épreuves de la mort.
Retranscrit en égyptien jꜣrw, aaru,  lit. sḫt-jꜣrw, sekhet-aaru, il est le nom du paradis céleste dans la mythologie égyptienne.
Ce monde est à la fois souterrain, terrestre et céleste. La végétation y est abondante, il y a des champs à perte de vue. Les champs d'Ialou sont protégés par Anubis (dieu à tête de chacal), le gardien des portes de l'au-delà.

## DuLivre pour sortir le Jour
Dans le chapitre 110 du Livre pour sortir le Jour, les « Champs des Roseaux » constituent le domaine du dieu Osiris où le mort est assuré d'excellentes moissons. Osiris étant, en effet, la divinité funéraire par excellence, son domaine primitif se trouvait dans les lagunes du lac Menzaleh. C'était là que les Mendésiens plaçaient le Sokhet Ialou (le champ des fèves), refuge des âmes. Gaston Maspero a écrit que :
« Les champs d'Ialou suivirent la même fortune que les îles bienheureuses des Grecs ; ils se déplacèrent à mesure qu'on connut mieux la géographie de l'Égypte et des contrées environnantes. Ils partirent naturellement vers le Nord-Est, dans la direction qu'indiquait leur situation primitive. Plusieurs traits du mythe d'Osiris montrent qu'une de leurs premières étapes fut sur la côte de Phénicie. C'est en Phénicie, à Byblos, que le courant emporta le corps du dieu, qu'Isis se réfugia, qu'abordait chaque année la tête en papyrus jetée dans le fleuve par les prêtres d'Égypte. Je ne sais si de Phénicie les champs d'Ialou ne passèrent point sur la côte plus lointaine d'Asie Mineure ; le certain, c'est qu'ils quittèrent bientôt la terre pour s'élever au ciel. »
C'est au chapitre 110 du livre pour sortir le jour (le Livre des Morts) qu'apparaît le défunt dans les champs d'Ialou. La moisson y est foisonnante, le défunt peut apprécier les champs à perte de vue, et y « voir Rê, Osiris et Thot chaque jour » ou recevoir des offrandes.
Une peinture dans la tombe de Senedjem (TT1) dans le village de Deir el-Médineh, montre ces champs d'Ialou grouillants de vie, avec beaucoup de flores : palmiers-doum, palmiers-dattiers, sycomores, genévriers, etc. Le défunt, avec sa femme, y cultive de grands champs de blé, vêtu de ses plus beaux apparats, des vêtements de lin blanc. On les voit lors des trois saisons du calendrier égyptien : ils préparent le terrain à l'aide de vaches tirant une araire, puis sèment les graines. Lorsque le blé est haut et doré, ils le récoltent à l'aide d'une faucille.

Scènes de la vie agricole dans les champs d'Ialou, ou Champs des Roseaux. Tombe de Senedjem.Haute-Égypte, Thèbes ouest, Deir el-Médineh. Nouvel Empire
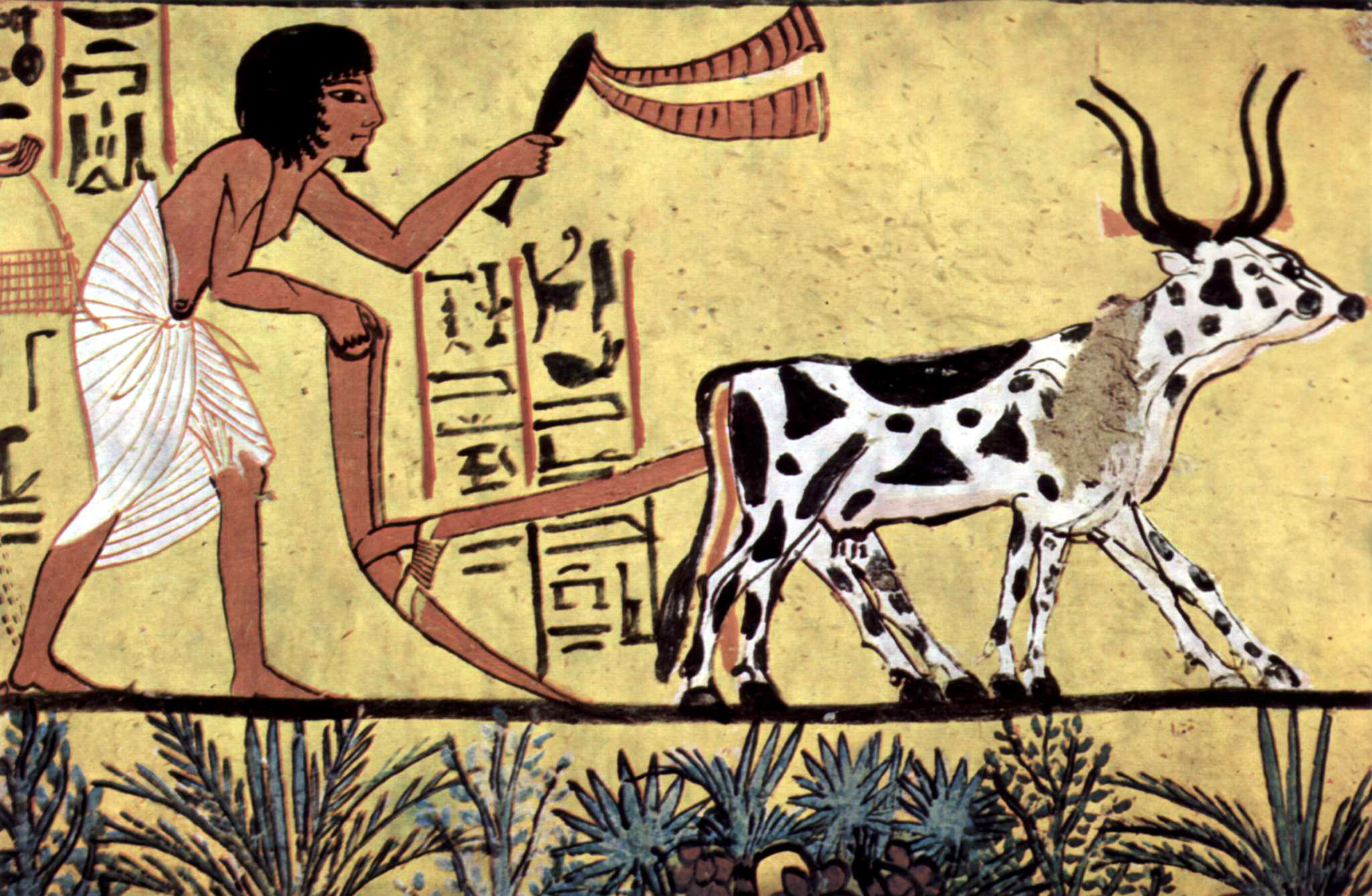
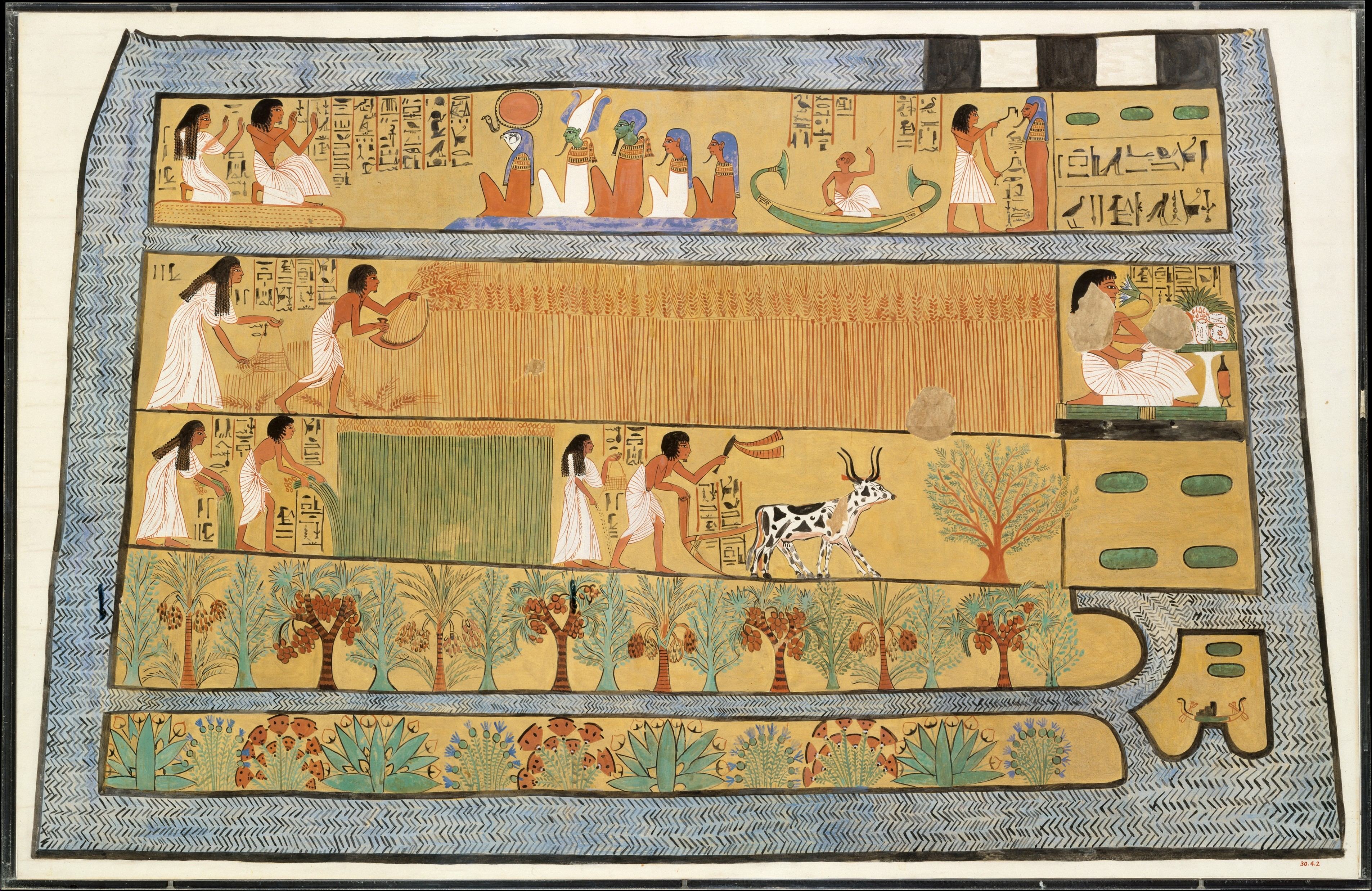
Scènes de la vie agricole dans les champs d'Ialou, ou Champs des Roseaux. Tombe de Senedjem.Haute-Égypte, Thèbes ouest, Deir el-Médineh. Nouvel Empire XIXe dynastie
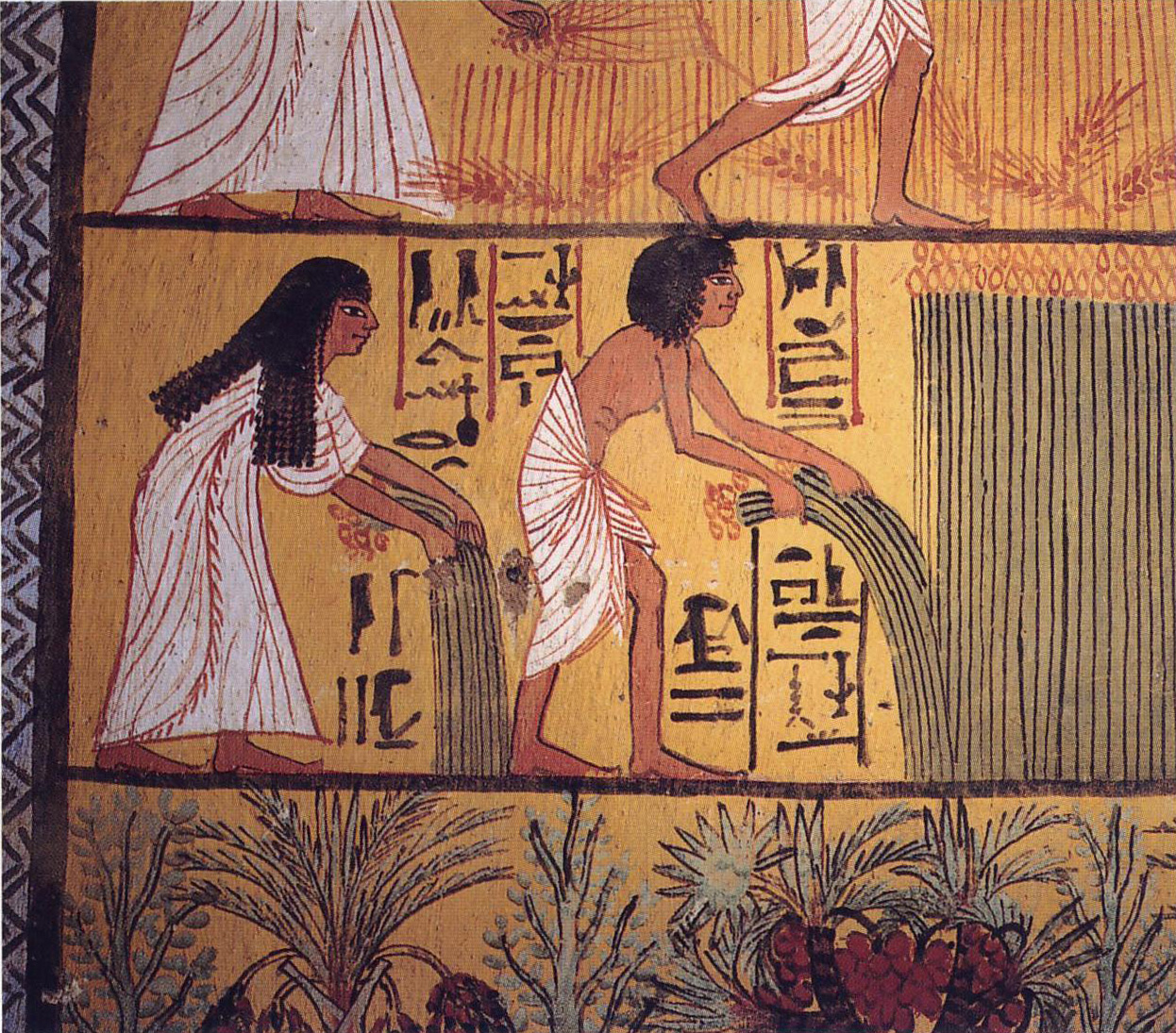

- Le champs des Roseaux, domaine d'Osiris. Tombe de Senedjem. (fac-simile du Met)

On a souvent comparé ce lieu à un paradis champêtre. Les champs d'Ialou sont l'une des origines possibles de la légende des Champs Élysées grecs.